# ججومار بینای
ججومار «جوجو» کابائوتان بینای (متولد ۱۱ نوامبر ۱۹۴۲) سیاستمدار فیلیپینی است که به عنوان سیزدهمین معاون رئیس‌جمهور فیلیپین در زمان رئیس‌جمهور بنیگنو آکینو حضور داشت.
در دوران حکومت نظامی، بینای در دهه ۱۹۷۰ بدون هیچ اتهامی وکالت زندانیان سیاسی را بر عهده داشت. پس از مدتی بازداشت شد. همچنین در دوران حکومت نظامی بود که بینای و سایر وکلای حقوق بشر جنبش وکلای برادری، صداقت و ناسیونالیسم (MABINI) ایجاد کردند.
بینای از سال ۱۹۸۶ تا ۱۹۸۷ توسط رئیس‌جمهور کورازون آکینو به عنوان افسر مسئول ماکاتی منصوب شد. وی پس از انتصاب در سال ۱۳۶۷ به عنوان شهردار ماکاتی انتخاب شد و تا سال ۱۳۷۷ در این سمت فعالیت داشت. در دوران معاونت رئیس‌جمهور، او به عنوان رئیس شورای هماهنگی مسکن و توسعه شهری و به عنوان مشاور رئیس‌جمهور در امور کارگران فیلیپینی خارج از کشور منصوب شد، اما در ۲۲ ژوئن ۲۰۱۵ استعفا داد،

## اوایل زندگی
ججومار بینای در پاکو، مانیل به دنیا آمد. او یک خواهر و برادر بزرگتر داشت که قبل از تولدش فوت کرد. پس از یتیم شدن در سن نه سالگی، توسط عمویش، پونسیانو بینای، به فرزندخواندگی پذیرفته شد.

## تحصیلات
بینای تحصیلات ابتدایی را در گروه آموزشی کالج عادی فیلیپین به پایان رساند و از مدرسه مقدماتی دانشگاه فیلیپین فارغ‌التحصیل شد.

## زندگی شخصی
بینای با النیتا سامبیلو بینای ازدواج کرده‌است که از سال ۱۹۹۸ تا ۲۰۰۱ شهردار ماکاتی نیز بوده‌است. آنها پنج فرزند دارند.

## افتخارات و جوایز

### مدرک افتخاری
- دکترای مدیریت دولتی، دانشگاه پلی تکنیک فیلیپین، ۱۹۹۲[۸]